# Georges Guyot
Pour les articles homonymes, voir Guyot.
Georges Lucien Guyot (né le 10 décembre 1885 dans le 11e arrondissement de Paris et mort le 31 décembre 1972 dans le 18e arrondissement de Paris,), est un artiste animalier français.

## Biographie
Dès son plus jeune âge, Georges Guyot fit preuve de capacités artistiques, mais les conditions modestes de ses parents ne lui permirent pas de faire des études d'art. Il fit donc son apprentissage chez un sculpteur sur bois. Guyot excellait à copier des œuvres des XVe, XVIe et XVIIe siècles, mais très vite il montra un attrait pour la nature. Cette attirance le mena au Jardin des Plantes où il pouvait étudier les fauves et traduire ses observations en sculptures et peintures.
Figure familière de Montmartre, Georges Guyot fut l'hôte du Bateau-Lavoir dès l'époque du cubisme. En 1931, il rejoignit le groupe des Douze, créé par François Pompon et Jane Poupelet et qui rassemblait des sculpteurs comme Marcel Lémar, Paul Jouve, André Margat, Jean-Claude de Saint-Marceaux, Georges Hilbert, ou même l'artiste peintre Adrienne Jouclard. À la libération, il est élu maire de la commune de Neuville-sur-Oise. Très en vogue à son époque, il dut cependant attendre 1970 pour avoir une exposition consacrée uniquement à ses œuvres. Il occupe l'atelier de Picasso au Bateau-Lavoir, où il meurt le dernier jour de l'année 1972.

## Œuvres
- Canards - Huile sur toile - Musée des Beaux-Arts de Nevers (1934)
- Chevaux et chiens - Bronze doré - Palais du Trocadéro - Paris (1937)
- Ours brun - Bronze - Ménagerie du Jardin des plantes - Paris (1938)[3]
- Taureau de Laguiole - Bronze - Laguiole (1947)
- Ours des Pyrénées - Parc des Thermes - Bagnères-de-Luchon
- Naous, postier Breton - Bronze - Callac (1958)
- Illustrations pour « de Goupil à Margot » de Louis Pergaud, édité  par Marcel Seheur, Paris, 1926 (100 dessins aquarellés par Georges Guyot sur une soixantaine des 151 exemplaires tirés sur Arches)
- Illustrations pour « Le Livre de la Brousse » de René Maran, édité à 1 025 exemplaires par Au Moulin de Pen-Mur, Paris, 1946 (39 lithographies par Georges Guyot dont 16 à pleine page)